# Mujiaoshakua ichinosawana
Mujiaoshakua ichinosawana là một loài bướm đêm trong họ Geometridae.